# Central (restaurante)
Central es un restaurante peruano ubicado en el distrito de Barranco (Lima). Central es el restaurante principal del chef peruano Virgilio Martínez Véliz y sirve como su taller en la investigación y la integración de insumos indígenas peruanos en la carta de comida del restaurante. 
El restaurante es conocido por su interpretación contemporánea y presentación de la cocina peruana. Ha sido catalogado cinco veces (2014, 2015, 2016, 2021 y 2022) como el mejor restaurante de Latinoamérica, en 2022 como el segundo mejor del mundo en la lista «The S.Pellegrino The World's 50 Best Restaurants», elaborada por la revista Restaurant, y como el mejor del mundo en 2023.

## Cocina
La cocina de Central se considera peruana contemporánea, y el fundador Virgilio Martínez Véliz ha intentado redefinir la cocina peruana por la introducción de insumos indígenas poco conocidos del Perú. Ejemplos de estos insumos son el cushuro, una cyanobacteria comestible de lagunas de altura; la arracacha, un tubérculo andino; y el paiche, un pez de agua dulce que vive en la cuenca del río Amazonas.

## Equipo

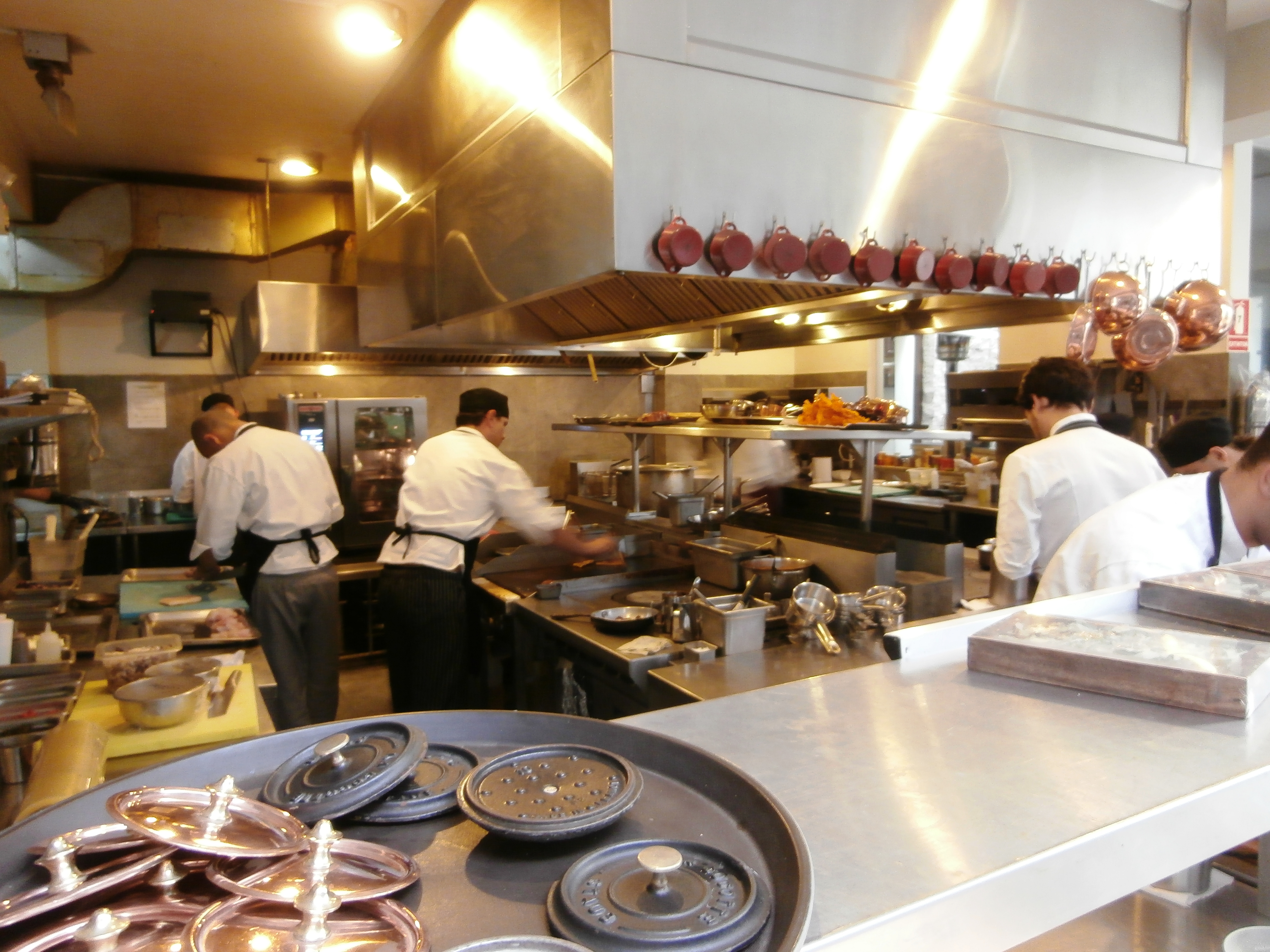
La cocina de Central.

El propietario y fundador Virgilio Martínez Véliz trabajó en restaurantes como Lutèce, ubicado en el distrito de Manhattan de Nueva York; Can Fabes de San Celoni y fue chef ejecutivo de Astrid & Gastón de Bogotá y de Madrid. La chef de cocina es Pía León, esposa de Martínez Véliz. El director de la cava es el estadounidense Gregory Thomas Smith, y el chef sumiller es el peruano Joseph Ruiz.

## Reconocimientos
En el año 2012 Central fue elegido el mejor restaurante del país por la guía gastronómica, SUMMUM. Central se ubicó en el número 50 de los Cincuenta Mejores Restaurantes del Mundo por Restaurant Magazine en el año 2013. El 11 de julio de 2013 Central por segundo año consecutivo fue premiado Mejor Restaurante del Perú por la guía gastronómica SUMMUM, y también recibió los premios Mejor carta de vinos y Mejor sumiller. En el 2015 fue elegido como el mejor restaurante de Latinoamérica por la revista británica Restaurant. En el 2015 ocupó el cuarto lugar como mejor restaurante del mundo por la revista británica Restaurant.

## Ubicación
Actualmente el restaurante se ubica en el distrito de Barranco, en un espacio con un área aproximada de 3000 m² que comparte con otras iniciativas del grupo como Kjolle -el restaurante de la chef Pia León-, Mayo bar y Mater Iniciativa, el centro de estudio biocultural del equipo de Central. El local fue diseñado por el arquitecto Rafael Freyre e implicó la renovación de una antigua casa de este distrito.

## Controversia
Desde su inauguración, el restaurante Central se vio envuelto en una controversia por el supuesto incumplimiento de una normativa municipal sobre zonificación ya que este operaba en una calle del distrito de Miraflores, Lima, que mantiene una zonificación residencial, es decir, es una zona en donde no pueden operar negocios. Al restaurante fue clausurado en el año 2009 por orden del entonces alcalde del distrito, Manuel Masías Oyanguren. Sin embargo, en el año 2010 una medida cautelar les permitió reabrir. Dicha medida cautelar fue posteriormente dejada sin efecto, sin embargo Central presentó un recurso de apelación. Finalmente, en el año 2018, el restaurante ganó en última instancia según una resolución del Tribunal del Indecopi. Ese mismo año el cerró las puertas de su local miraflorino y se trasladó al distrito de Barranco.

## Premios y reconocimientos
Central cuenta con una serie de premios internacionales que se presentarán en este apartado.
- 2013. Posición 4, Latin America’s 50 Best Restaurants.[17]
- 2014. Posición 15, The World´s 50 Best Restaurants.[18]
- 2014. Mejor Restaurante de América Latina, Latin America´s 50 Best Restaurants.[18]
- 2015. Posición 4, The World´s 50 Best Restaurants.[19]
- 2015. Mejor Restaurante de América Latina, Latin America´s 50 Best Restaurants.[17]
- 2016. Posición 4, The World´s 50 Best Restaurants.[20]
- 2016. Mejor Restaurante de América Latina, Latin America´s 50 Best Restaurants.[17]
- 2017. Posición 5, The World´s 50 Best Restaurants.[21]
- 2017. Posición 2, Latin America´s 50 Best Restaurants.[17]
- 2018. Posición 2, Latin America´s 50 Best Restaurants.[22]
- 2019. Posición 2, Latin America´s 50 Best Restaurants.[17]
- 2019. Posición 6, The World´s 50 Best Restaurants.[23]
- 2020. Posición 3, The World´s 50 Best Restaurants.[17]
- 2021. Posición 4, The World´s 50 Best Restaurants.[24]
- 2021. Mejor Restaurante de América Latina, Latin America´s 50 Best Restaurants.[17]
- 2022. Posición 2, The World´s 50 Best Restaurants.[25]
- 2022. Central es nombrado mejor restaurante en la celebración de los diez años de Latin America´s 50 Best.[26]
- 2023. Segundo mejor restaurante de América Latina - OAD.[27]
- 2023. Mejor restaurante del mundo, The World´s 50 Best.[28]